# Isdromas flavolineatus
Isdromas flavolineatus là một loài tò vò trong họ Ichneumonidae.